# الحجفة (بعدان)

تعديل مصدري - تعديل

الحجفة محلة تابعة لقرية ضابي، التابعة لعزلة ضابي بمديرية بعدان إحدى مديريات محافظة إب في الجمهورية اليمنية، بلغ تعداد سكانها 22 حسب تعداد اليمن لعام 2004.